# Бруклін (округ Грін-Лейк, Вісконсин)
Бруклін (англ. Brooklyn) — місто (англ. town) в США, в окрузі Грін-Лейк штату Вісконсин. Населення — 1787 осіб (2020).

## Демографія
Згідно з переписом 2010 року, у місті мешкало 1826 осіб у 800 домогосподарствах у складі 560 родин. Було 1168 помешкань
Расовий склад населення:
| - 98,3 % — білих - 0,4 % — азіатів - 0,2 % — вихідців з тихоокеанських островів - 0,2 % — чорних або афроамериканців - 0,1 % — корінних американців |

До двох чи більше рас належало 0,8 %. Частка іспаномовних становила 1,0 % від усіх жителів.
За віковим діапазоном населення розподілялося таким чином: 18,1 % — особи молодші 18 років, 60,8 % — особи у віці 18—64 років, 21,1 % — особи у віці 65 років та старші. Медіана віку мешканця становила 50,8 року. На 100 осіб жіночої статі у місті припадало 104,9 чоловіків; на 100 жінок у віці від 18 років та старших — 98,8 чоловіків також старших 18 років.
Середній дохід на одне домашнє господарство становив 80 125 доларів США (медіана — 64 798), а середній дохід на одну сім'ю — 96 847 доларів (медіана — 85 714). Медіана доходів становила 51 619 доларів для чоловіків та 30 625 доларів для жінок. За межею бідності перебувало 7,2 % осіб, у тому числі 0,0 % дітей у віці до 18 років та 11,8 % осіб у віці 65 років та старших.
Цивільне працевлаштоване населення становило 893 особи. Основні галузі зайнятості: виробництво — 23,5 %, освіта, охорона здоров'я та соціальна допомога — 20,6 %, будівництво — 13,9 %, фінанси, страхування та нерухомість — 9,2 %.